# Nor Ughi
Nor Ughi – wieś w Armenii, w prowincji Ararat. W 2011 roku liczyła 761 mieszkańców.